# Хайнрих III фон Бургау
Хайнрих III (V) фон Бургау (на немски: Heinrich III (V) von Burgau; † между 25 януари 1286 и 1 април 1286) от швабския графски род фон Берг от Берг-Шелклинген, е маркграф на Бургау в Херцогство Швабия.

## Произход
Той е син на граф Хайнрих II фон Бургау († 1293) и съпругата му Аделхайд фон Албек († 1280), дъщеря на Витегов 'Млади' фон Албек († сл. 1246) и Луибургис.

## Фамилия
Хайнрих III фон Бургау се жени за Агнес († 3 февруари 12??). Те имат децата:
- Аделхайд фон Бургау († сл. 10 септември 1310, Щетен), монахиня в Щетен близо до Гнадентал, омъжена пр. 1282 или 1290 г. за херцог Конрад II фон Тек/крал Конрад V фон Тек (* ок. 1235; † 1 май 1292)
- Хайнрих IV фон Бургау (III/VI) († 9 октомври 1301), последният маркграф фон Бургау, женен (28 октомври 1288) за графиня Маргарета фон Хоенберг († сл. 1295), дъщеря на граф Албрехт II фон Хоенберг-Ротенбург († 1298), племенница на хабсбургския крал Рудолф I[3]

От друга връзка той има незаконната дъщеря:
- Агнес фон Берг-Бургау († сл. 1306), омъжена за граф Бертхолд III фон Грайзбах († 8 октомври 1324)